# Chrobotek leśny

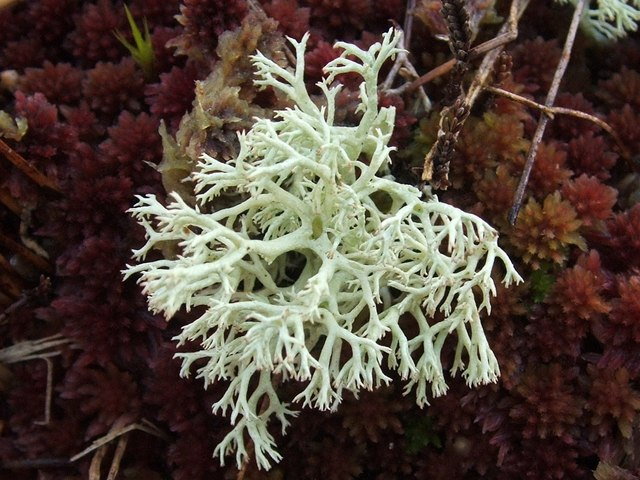
Cladonia arbuscula subsp. squarrosa

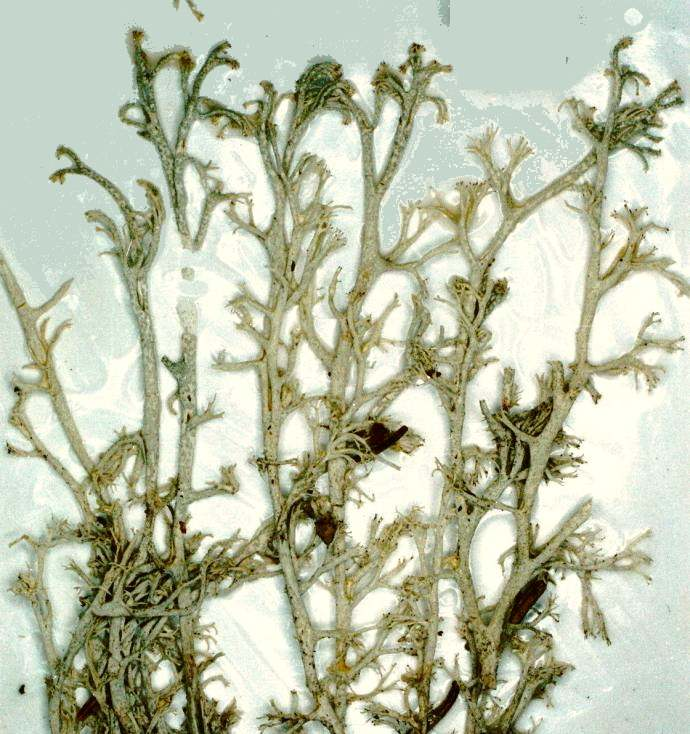

Chrobotek leśny, chrobotka leśna (Cladonia arbuscula (Wallr.) Flot.) – gatunek grzybów należący do rodziny chrobotkowatych (Cladoniaceae). Ze względu na współżycie z glonami zaliczany jest do porostów.

## Systematyka i nazewnictwo
Pozycja w klasyfikacji według Index Fungorum: Cladonia, Cladoniaceae, Lecanorales, Lecanoromycetidae, Lecanoromycetes, Pezizomycotina, Ascomycota, Fungi.
Po raz pierwszy takson ten zdiagnozował w 1829 r. Carl Friedrich Wallroth nadając mu nazwę Patellaria foliacea var. arbuscula. Obecną, uznaną przez Index Fungorum nazwę nadał mu w 1839 r. Julius von Flotow, przenosząc go do rodzaju Cladonia.
Gatunek ten występuje w dwóch podgatunkach:
- Cladonia arbuscula subsp. arbuscula (Wallr.) Flot. 1839. Synonimy: Cladina arbuscula (Wallr.) Burgaz,

Cladina arbuscula (Wallr.) Burgaz, subsp. arbuscula, Cladonia sylvatica var. scabrosa Leight.
- Cladonia arbuscula subsp. squarrosa (Wallr.) Ruoss 1987. Synonim: Cladina arbuscula subsp. squarrosa (Wallr.) Burgaz

Nazwa polska według Krytycznej listy porostów i grzybów naporostowych Polski.
W Polsce występuje podgatunek squarrosa. W polskim piśmiennictwie mykologicznym czasami wyróżnia się jeszcze podgatunek Cladonia arbuscula subsp. mitis (Sandst.) Ruoss 1987, jednak według Index Fungorum jest to odrębny gatunek, o polskiej nazwie chrobotek łagodny (Cladonia mitis).

## Morfologia
Plecha z glonami protokokkoidalnymi, zróżnicowana na plechę pierwotną i wtórną. Skorupiasta plecha pierwotna zanika bardzo wcześnie. Plecha wtórna to krzaczkowate podecja o wysokości 2–10 cm i grubości 0,7–2 mm. Podecja są puste w środku, rozgałęzione 2–4-dzielnie, a ich brunatne zakończenia są lekko zagięte w jedną stronę. W miejscu rozgałęzień występuje otworek. Kory brak, powierzchnia podecjów jest pilśniowata i ma barwę żółtozieloną lub szarozieloną. Smak gorzki. Reakcje barwne: podecja K–, Pd+ czerwony.
Owocniki pojawiają się bardzo rzadko na szczytach gałązek. Są to apotecja lecideowe o brązowych tarczkach i średnicy 0,5-0,8 mm. W jednym worku powstaje po 8 bezbarwnych, jednokomórkowych askospor o rozmiarach 7–13 × 2,5–5 μm. Często natomiast na szczytach gałązek występują brązowe pyknidy.

## Występowanie i siedlisko
Występuje w Ameryce Północnej, Środkowej, Południowej, Europie i Azji, znany jest także na wielu wyspach. Szczególnie częsty jest na półkuli północnej, tutaj jego północny zasięg sięga po północne wybrzeża Grenlandii i Svalbard. W Polsce jest pospolity na terenie całego kraju.
Rośnie w świetlistych borach sosnowych i lasach mieszanych. W Polsce podlega ochronie częściowej.

## Gatunki podobne
W Polsce występują cztery bardzo podobne gatunki chrobotków: leśny (Cladonia arbuscula), łagodny (Cladonia mitis), reniferowy (Cladonia rangiferina) i najeżony (Cladonia portentosa). Wszystkie są pospolite i występują na podobnych siedliskach. Sytuację dodatkowo komplikuje fakt, że niektóre z nich posiadają podgatunki, a jeszcze bardziej to, że te same gatunki opisywane są pod różnymi nazwami, w zależności od przyjętej taksonomii. Chrobotka łagodnego najłatwiej rozróżnić po smaku (ma łagodny), chrobotek najeżony tworzy najczęściej 3-dzielne rozgałęzienia, chrobotek reniferowy 3-4-dzielne i jest jasnoszary.